# NGC 3382
NGC 3382 is een hemelobject van twee sterren in het sterrenbeeld Kleine Leeuw. Het hemelobject werd op 5 april 1874 ontdekt door de Ierse astronoom Lawrence Parsons.